# Сухановка (Луганская область)
Сухановка (укр. Суханівка) — село, относится к Старобельскому району Луганской области Украины.
Население по переписи 2001 года составляло 125 человек. Почтовый индекс — 92713. Телефонный код — 6461. Занимает площадь 0,66 км². Код КОАТУУ — 4425182503.

## Местный совет
92714, Луганська обл., Старобільський р-н, с. Нижньопокровка, вул. Садова, 22  (укр.)